# أوليفيا وايلد
أوليفيا وايلد (بالإنجليزية: Olivia Wilde)‏ هو اسم الشهرة للممثلة الأمريكية أوليفيا جين كوكبرن . بدأت تعمل في وقت مبكر من سنوات 2000، ومنذ ذلك الحين ظهرت في عدد من الأفلام السينمائية والتلفزيونية. اشتهرت خصوصا عن دورها لشخصية ثيرتين في المسلسل التلفزيوني هاوس.

## حياة شخصية
ولدت وايلد بإسم «أوليفيا جين كوكبيرن» في مدينة نيويورك في 10 مارس 1984. نشأت في حي جورج تاون بواشنطن العاصمة، بينما كانت تقضي الصيف في أردمور بأيرلندا. التحقت بمدرسة جورج تاون النهارية في واشنطن العاصمة، وأكاديمية فيليبس في أندوفر، ماساتشوستس، وتخرجت عام 2002. استمدت لقبها المهني من المؤلف الأيرلندي أوسكار وايلد، وبدأت في استخدامه في المدرسة الثانوية لتكريم الكُتاب في عائلتها، الذين استخدم العديد منهم أسماء مستعارة. تم قبولها في كلية بارد، لكنها أرجأت تسجيلها ثلاث مرات لمتابعة التمثيل. ثم درست في مدرسة جايتي للتمثيل في دبلن. لفترة قصيرة، كان لعائلة وايلد أيضًا منزل في جيلفورد، فيرمونت.
لدى وايلد أخت أكبر منها بخمس سنوات وأخ أصغر منها بتسعة أعوام. والدها، أندرو كوكبيرن، صحفي بريطاني ولد في ضاحية ويلزدن بلندن ونشأ في أيرلندا. والدتها، ليزلي كوكبيرن (ني ريدليتش)، منتجة أمريكية في برنامج 60 دقيقة وصحفية. كان الكاتب كريستوفر هيتشنز مستأجرًا لعائلة كوكبيرن في واشنطن العاصمة، وعمل جليسًا لأطفال عائلة وايلد. كان جدها، الروائي البريطاني كلود كوكبيرن، وابناه ألكسندر وباتريك كوكبيرن صحفيين أيضًا، وكانت عمتها سارة كودويل كاتبة. تزوجت وهي صاحبة 19 سنة فقط في 7 يونيو 2003 مع تاو روسبلي، أمير لمنطقة إيطالية صغيرة مختص في الموسيقى.

## الأعمال

### أفلام
- الفتاة المجاورة (2004)
- الكلب ألفا (2006)
- موت وحياة بوبي زد (2007)
- الأيام الثلاثة القادمة (2010)
- ترون: الإرث (2010)
- التغير المؤقت (2011)
- رعاة البقر والكائنات الفضائية (2011)
- في الوقت المحدد (2011)
- سقوط قاتل (2012)
- الكلمات (2012)
- رفاق سكارى (2013)
- هي (2013)
- بيرت وندرستون المذهل (2013)
- اندفاع (2013) - بدور: سوزي ميلر
- تأثير لازاروس (2015)
- حب عائلة كوبر (2015)
- مثقف (2019)
- صائدو الأشباح: الآخرة (2021)
- دي سي دوري الحيوانات الخارقة (2022) - بدور: لويس لين
- لا تقلقي عزيزتي (2022)
- بابل (2022)

## روابط خارجية
- أوليفيا وايلد على موقع IMDb (الإنجليزية)
- أوليفيا وايلد على موقع ميتاكريتيك (الإنجليزية)
- أوليفيا وايلد على موقع روتن توميتوز (الإنجليزية)
- أوليفيا وايلد على موقع مونزينجر (الألمانية)
- أوليفيا وايلد على موقع قاعدة بيانات الأفلام العربية
- أوليفيا وايلد على موقع ألو سيني (الفرنسية)
- أوليفيا وايلد على موقع تيرنر كلاسيك موفيز (الإنجليزية)
- أوليفيا وايلد على موقع أول موفي (الإنجليزية)
- أوليفيا وايلد على موقع بوكس أوفيس موجو (الإنجليزية)
- أوليفيا وايلد على موقع قاعدة بيانات برودواي على الإنترنت (الإنجليزية)